# Psittacara finschi
El perico frentirrojo (Psittacara finschi) es una especie de ave psitaciforme de la familia de los loros (Psittacidae). Es originario del sur de América Central, estando presente en Nicaragua, Costa Rica y Panamá.

## Descripción
Mide aproximadamente 28 cm y pesa alrededor de 150 g.
Su plumaje es verde claro con variaciones de tonos verdes brillantes en la cabeza, pasando por una tonalidad verde amarillenta en el área del abdomen y un verde oscuro en las alas. En la frente o corona tiene un área de plumas rojas que no llegan a cubrir el área ocular; además, ocasionalmente presenta puntos de plumas rojas aisladas en la cabeza y nuca. Sus alas tienen plumas de color anaranjado brillante en la parte superior interna y una degradación de plumas de color amarillo y verde oliva desde el centro del ala hasta su extensión final. Tiene una cola larga y puntiaguda de coloración verde brillante en la parte externa y verde oliva en la parte interna.
Su pico es ganchudo, de color rosáceo con la punta en un tono más oscuro. Sus patas van de un tono gris rosáceo a gris oscuro. Los ojos varían de un color anaranjado rojizo a un marrón claro y están rodeados por una aureola blanca prominente.

## Alimentación
Se alimenta de una amplia variedad de frutas, vegetales, granos y semillas.

## Conducta
Es un ave gregaria; es decir, se le encuentra en grupos o bandadas de hasta cien aves y permanecen en parejas estables a lo largo de sus vidas. Anidan en los huecos de los troncos y ponen de 2 a 4 huevos por puesta. Sus polluelos, al igual que en otras especies de loros, nacen sin plumas, y en su etapa juvenil, alrededor de los 6 meses, ya desarrollan su plumaje verde; sin embargo, no cuentan con su característico copete rojo, el cual empieza a manifestarse después que cumplen el año de edad.
Los pericos frentirrojos son aves bulliciosas, por lo que es fácil identificarlos cuando están en bandadas, y frecuentemente son vistos en espacios abiertos y en ocasiones en ciudades o pueblos.
Algunas personas llegan a tener este tipo de ave como mascota, más que nada porque posee una gran capacidad para imitar voces y sonidos y por ser fácil de amaestrar. Esta práctica actualmente es ilegal.